# Johann Michael von Benckendorff

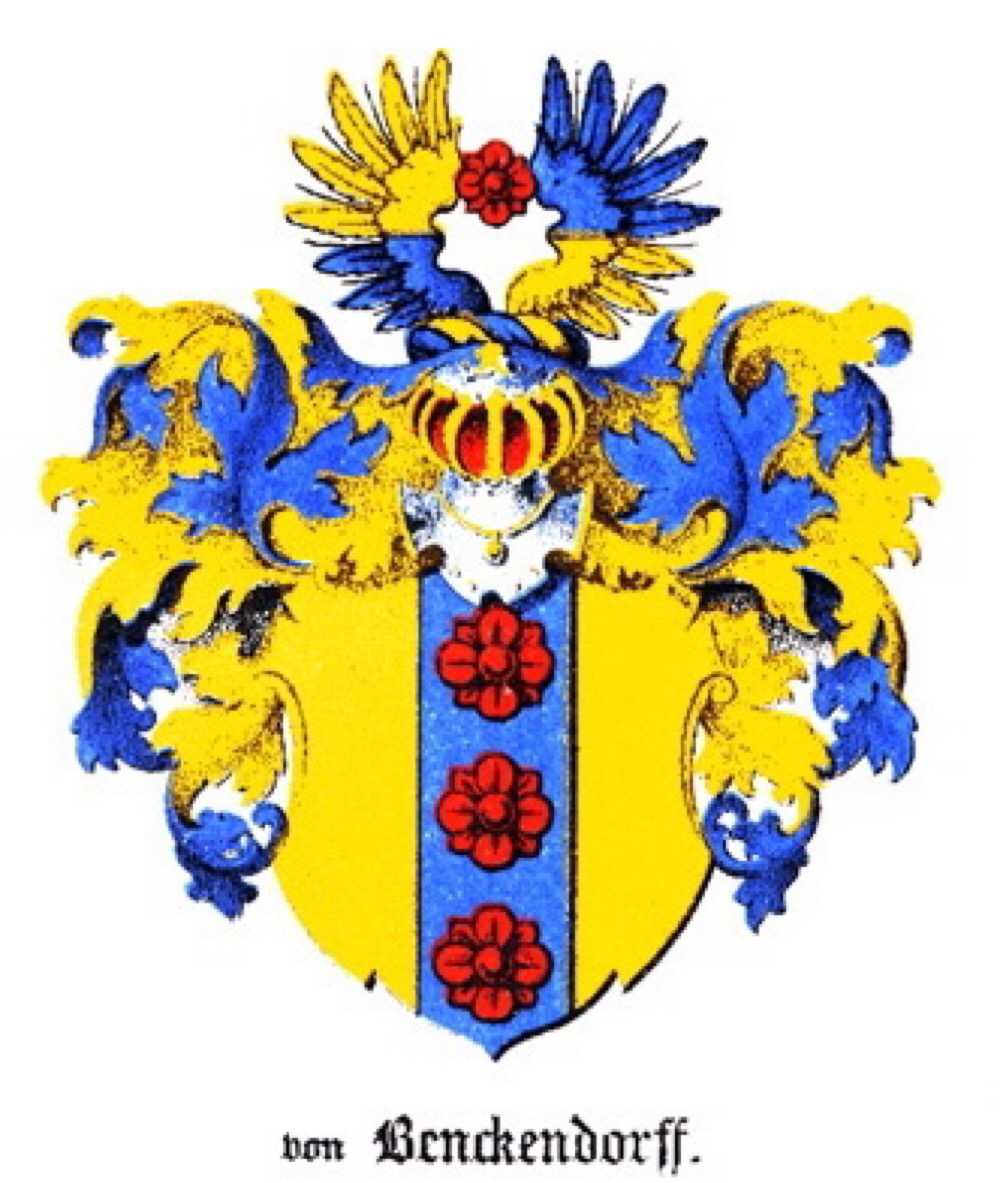
Wappen der Adelsfamilie „von Benckendorff“ (Estland)

Johann Michael Iwanowitsch von Benckendorff (auch bekannt als: „Ioann-Mihail (Ivan)“ und „Hermann von Benckendorff“; russisch Иоганн Михаэль фон Бенкендорф; * 30. März 1720 in Reval; † 18. November 1775 in Reval) war ein Generalleutnant in der Kaiserlich-russischen Armee. Er stammte aus dem estnisch-schwedischen Adelsgeschlecht der „von Benckendorff“.

## Militärische Laufbahn
Johann Michael diente als erstes dem Zaren Peter II. (1727–1730) als Page, danach wurde er Kammerpage bei der Zarin Anna (1730–1740). Er erhielt 1740 sein Offizierspatent und hatte seinen ersten Kriegseinsatz im  Russisch-Schwedischen Krieg von 1741–1743. 1755 wurde er zum Oberst befördert und übernahm das Kommando über das Morum Infanterie-Regiment.
1758 wurde er in der Schlacht von Zorndorf verwundet, es folgte 1759 die Beförderung zum Brigadegeneral. Zar Peter III. (1761–1762) setzte ihn als Stadtkommandant von Narva in Estland ein und beförderte ihn zum Generalmajor; ihm unterstand ein Infanterieregiment.
1763 übernahm er die Befehlsgewalt über eine Division in Sankt Petersburg und wechselte 1771 als Generalleutnant und Oberbefehlshaber nach Reval. Im Jahre 1773 erhielt er das estländische Indigenat.

## Russische Orden
- 1772 Russischer Orden des Heiligen Georg (4. Klasse)
- 1773 Russischer Orden der Heiligen Anna (1. Klasse)

## Familie
Johann Michaels Eltern waren Johann IV. von Benckendorff (1659–1727) und aus der 2. Ehe Klara geborene von Schultzen (* zwischen 1642 und 1671 † 1731). Im Jahre 1744 heiratete Johann Michael Sophie von Löwenstern (* 6. Januar 1724 † 3. September 1783 in Sankt Petersburg), als Witwe wurde sie von Katharina II. (1762–1796) an den russisch-kaiserlichen Hof berufen und diente als Erzieherin der Großfürsten Alexander und Konstantin. Ihre Nachkommen waren:
- Christoph Iwanowitsch von Benckendorff (* 12. Januar 1749 in Friedrichsham bei Wyborg (Finnland); † 10. Juni 1823 in Kolk); 1780 verheiratet mit Anna Juliane geborene Freiin Schilling von Canstadt (* 31. Juli 1744; † 11. März 1797 in Riga)
  - Alexander Graf von Benkendorf (1781–1844)
  - Konstantin von Benckendorff (1784–1828)
  - Marie (* 1784) verheiratet mit Iwan Georgijewitsch Schewitsch († 1813)
  - Dorothea (1785–1857) verh. mit Christoph Fürst von Lieven († 1839)
- Katharina Christina von Benckendorff (* 4. Januar 1750; † 20. November 1785 in Jaggowal) verheiratet mit Adam Ludwig (Ludwig) von Brevern (1757–1823)
- Hermann Johann von Benckendorff (* 30. Juli 1751 in Wyborg; † 8. Januar 1800 in Ass) 1774 verheiratet in 1. Ehe mit Katharina Magdalena von Brevern (* 1748; † 3. Oktober 1775 in Reval) und 1776 in 2. Ehe mit Christine Elisabeth von Brevern (1750–1807)
- Georg Christian von Benckendorff, (* 15. Juli 1754 in Reval; † 1790 gefallen als Oberstleutnant in Friedrichsham), 1783 verheiratet mit Gertrude Margarethe Staël von Holstein (1764–1834), Töchter: 
  - Sophie (1784–1807) verh. mit Johann von Brevern auf Kostifer (1775–1824)
  - Katharina (1786–1861)
  - Marie (1788–1855) verh. mit Hans Freiherr von Tiesenhausen († 1871)
- Johann (Hans) von Benckendorff, * 26. August 1763 in Riga; † 25. September 1841 in Winogradowo bei Dolgoprudny verheiratet mit Elisabeth von Franza (* 1763 in Moskau † 1842 in Mohilew im Gouvernement Mogiljow)
  - Alexander (1800–1873) verheiratet mit Elisabeth Tschernow (1807–1884)
  - Woldemar (1807–1864) verheiratet mit Elisabeth Janow
  - Sophie verheiratet mit Chruschtschow
  - Pauline (1801–1836) verheiratet mit Alexander Freiherr Schilling von Canstadt

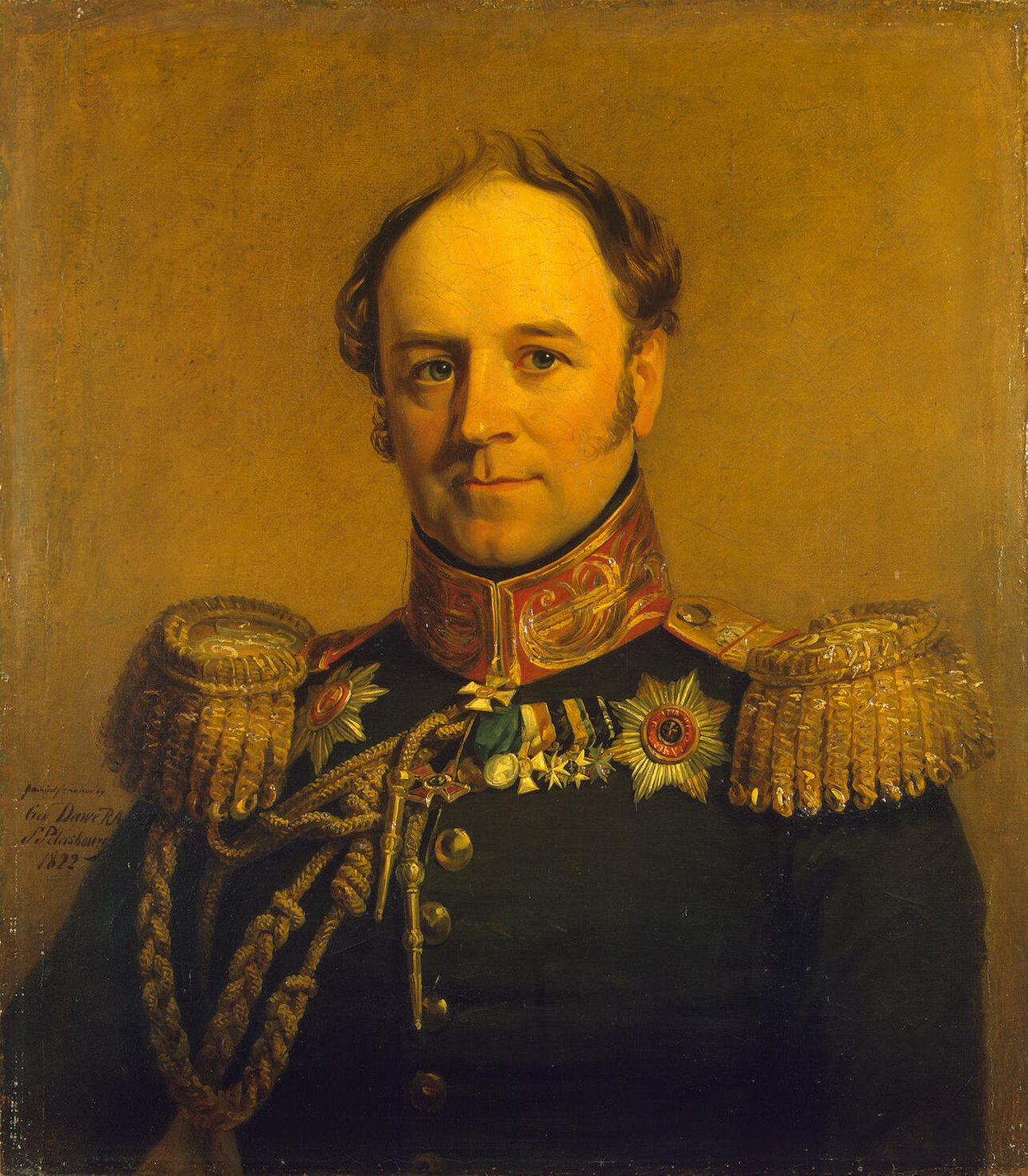
Alexander von Benckendorff
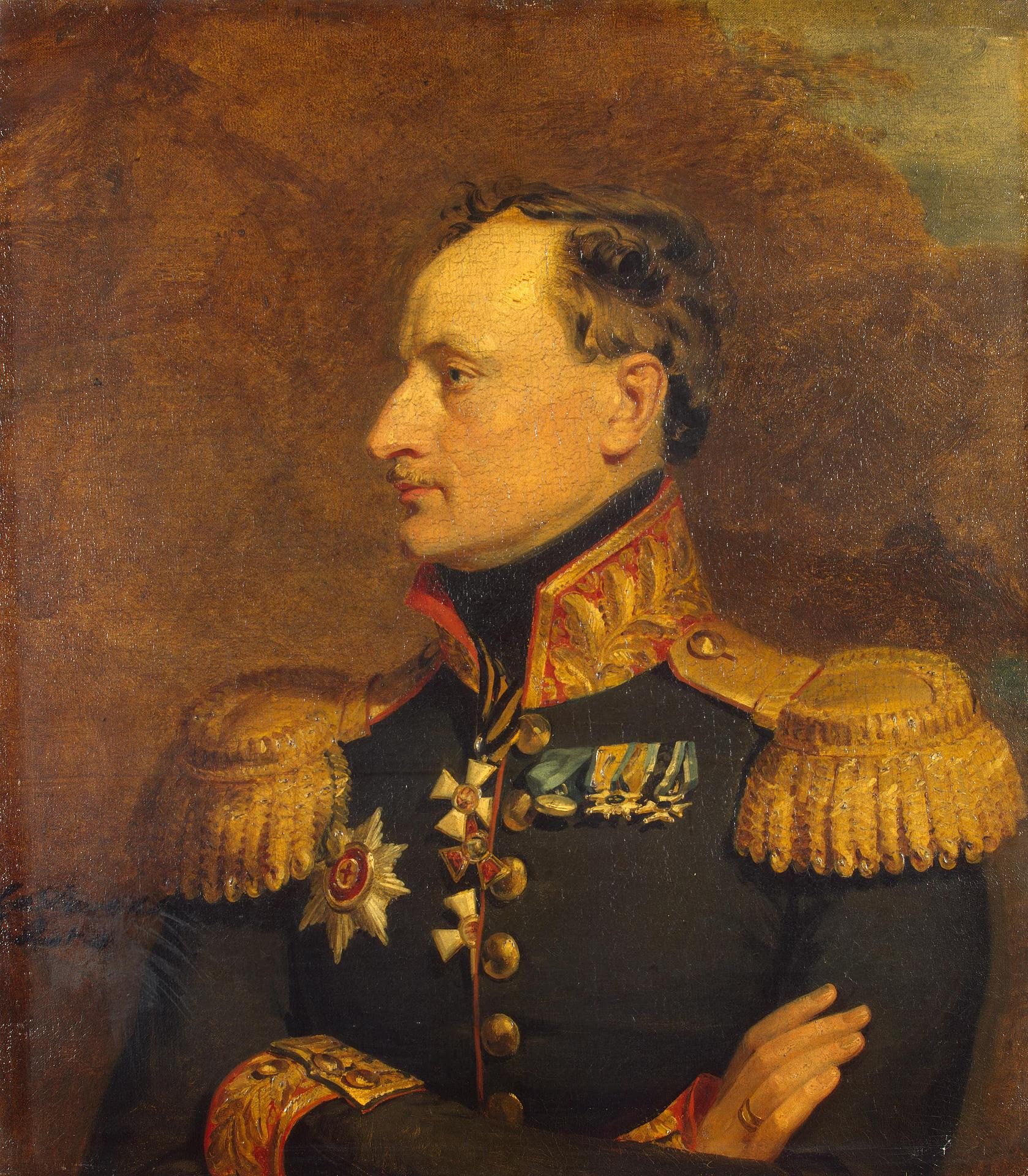
Konstantin von Benckendorff
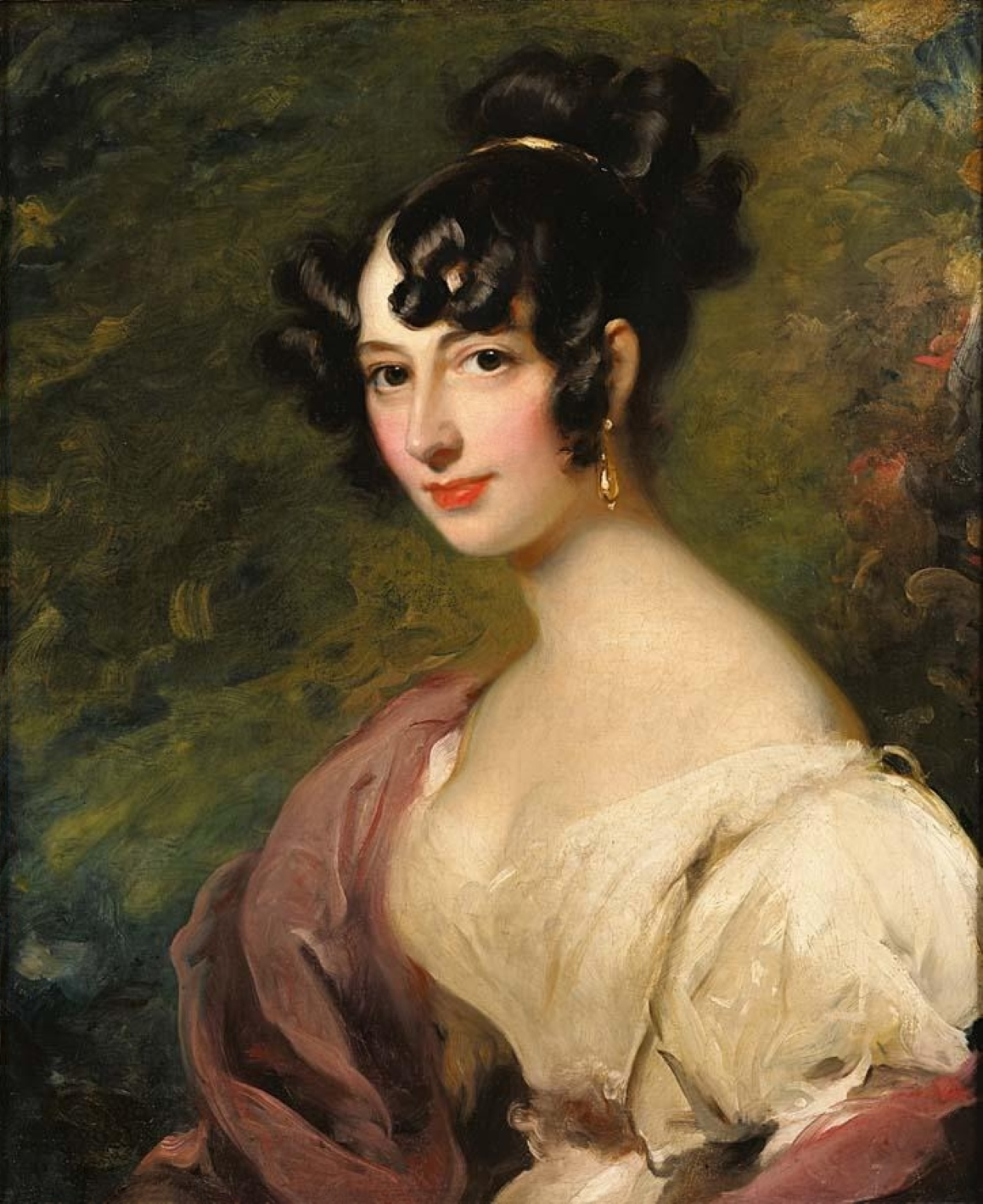
Dorothea von Lieven geb. von Benckendorff